# 每当我害怕
《每当我害怕》（英語：When I Have Fears）是英国浪漫主义诗人约翰·济慈创作的十四行诗。诗歌音布为抑扬五步格，包含三节四行诗和一个对句。此诗创作时间在1818年1月22至31日，并于1848年（死后）发表于理查德·蒙克顿·米尔恩斯整理的《济慈生平、书信和文稿》中。

## 诗歌
| When I have fears that I may cease to be Before my pen has glean'd my teeming brain, Before high-piled books, in charact'ry, Hold like rich garners the full-ripen'd grain; When I behold, upon the night's starr'd face, Huge cloudy symbols of a high romance, And think that I may never live to trace Their shadows, with the magic hand of chance; And when I feel, fair creature of an hour! That I shall never look upon thee more, Never have relish in the faery power Of unreflecting love!—then on the shore Of the wide world I stand alone, and think, Till Love and Fame to nothingness do sink. | 每当我害怕，生命也许等不及 我的笔搜集完我蓬勃的思潮， 等不及高高一堆书，在文字里， 像丰富的谷仓，把熟谷子收好； 每当我在繁星的夜幕上看见 传奇故事的巨大的云雾征象， 而且想，我或许活不到那一天， 以偶然的神笔描出它的幻相； 每当我感觉，啊，瞬息的美人！ 我也许永远不会再看到你， 不会再陶醉于无忧的爱情 和它的魅力！——于是，在这广大的 世界的岸沿，我独自站定、沉思， 直到爱情、声名，都没入虚无里。 |
| —作者济慈 | —译者穆旦 |

## 主题
诗歌主题关乎死亡的探索和恐惧。首行“等不及（cease to be）”显示出济慈更害怕错过，而不仅仅只是畏惧死亡本身。第二、第三行重复的“before”表达出他对无法在死前达成目标的焦虑。 他害怕一旦死去，自己将无法再写作，再欣赏到世界的美，或体验到爱与名声。诗歌以略微的坚决态度结尾，“爱情、名声”不再困扰济慈，因为他明白这些事物都将随死亡而无可避免的飘散。
自然意向贯穿全诗，包括收割的谷物、夜空、云雾和海岸。在浪漫主义诗歌里，自然是常见的主题，但济慈将自然深刻的结合进了自身存在之中。 淹没爱情与名声的岸沿水流象征济慈所面对的恐惧，于是这也赋予了自然世界更黑暗的含义。
诗歌描绘的自然之美与其主题相辅相成。首个四行诗节描绘了成熟的谷物，这对应济慈认为假如人生足够，他可借思想作成“高高的一堆书”。 第二个四行诗节要表达的概念更加抽象，繁星、云雾、幻相，这些意象显示出自然不可言述的美。济慈认为人生短暂，自己无法在有限的时间里理解这些无形之美。 诗尾对句将爱情与名声这两个抽象概念化为具体事物，它们因济慈认识到自己无法在有限时间中达成而沉入虚无水底。

## 关联
诗歌作者济慈25岁时死于肺结核，生前他常表达对死亡的恐惧。他的朋友查尔斯·阿米蒂奇·布朗在作品中猜测，济慈对死亡的恐惧可能来自他作为一个医学生面对患者的共情。济慈知道自己在工作中犯下的任何失误都可能导致严重后果，但同时他也为自己的死亡，而不仅仅是其他病人的死亡感到忧虑。
济慈对死亡的恐惧也体现于他墓碑上所刻的“此地长眠者，声名水上书”，这句墓志铭是济慈在临终病床上要求的，显示出济慈对死亡的恐惧和对命运的愤怒，这也正是此诗所要表达的东西。 诗歌末尾三行描绘的“岸沿”，以及“直到爱情、名声，都没入虚无里”或许也与墓志铭中“水”的意象有关。济慈认为，他的名字和他的作品就像是书写在水面的文字，不可避免的沉入水中。